# Carles Escofet i Cairó
Carles Escofet i Cairó (Badalona, 1866—Sant Feliu de Pallerols, 1924) fou un metge català.

## Biografia
Nascut en una nissaga de metges i cirurgians, fill de Ferran Escofet i Caixàs i net d'Antoni Escofet. Llicenciat en Medicina el 1894 per la Universitat de Barcelona. El mateix any es casà i establí consulta al carrer de Mar, 62, de Badalona. En els anys successius, l'Ajuntament de Badalona, presidit per Pere Folch, el designà metge de tribunals i del servei d'urgències (1895); metge d'urgències a les famílies de la Guàrdia Civil (1896); i metge cirurgià de la Casa de Socors (1897) —càrrec del que cessà un any més tard—, a més de ser nomenat metge cirurgià interí del Patronat del Llegat de Vicenç de Roca i Pi.
El 12 d'octubre de 1899 fou escollit regidor de la ciutat, càrrec al qual renuncià el 1903, quan va assumir el de Metge Municipal de Beneficència, i un any més tard, vocal metge de la Junta Municipal. Paral·lelament, la companyia d'assegurances New York Life Insurance el contractà com a metge reconeixedor de Badalona, mentre que el 1905 sol·licità ingressar al Montepio de Médicos Titulares de España. El 1908 fou representant a l'Assemblea de Madrid per part del Govern Civil de Barcelona l'elegí, com a representant dels metges titulars d'Espanya, i del Col·legi de Metges de Barcelona.
El 1910 fundà amb nou metges més el Cos Mèdic de Badalona, entitat que constituïa els dispensaris municipals per donar assistència als malalts pobres i víctimes d'accidents, especialment els derivats de les condicions laborals. En fou el president fins a la seva mort. El nou centre disposà d'un servei permanent de guàrdies diürnes i nocturnes. A més, s'assistí als pacients a domicili de franc. El 1912 ingressà a la recent creada Acadèmia Científica del Círcol Catòlic de Badalona, on va ser vicepresident. Allà aprovaren els estatuts per crear la Lliga d'Higiene Escolar de Badalona, una comissió de la qual fou secretari. El 1913 fou ponent del Primer Congrés de Metges de Llengua Catalana que se celebrà a Barcelona. Poc abans, el 4 de desembre de 1912, la Creu Roja el nomenà director de l'ambulància de la Comissió de Badalona.
Va morir de forma sobtada el 1924, als 57 anys, a l'Hostal del Santuari de la Mare de Déu de la Salut de Sant Feliu de Pallerols. El seu cos fou traslladat i enterrat al Cementiri del Sant Crist de Badalona.